# Halkær Å
Halkær Å er en godt 15 km lang å i Himmerland, der starter ved sammenløbet af flere små bække sydøst for Aars, og løber mod nord, langs den  den gendannede Halkær Sø, hvor den nord for Vegger forenes med Sønderup Å ved Halkær Mølle. Ca 1 km nord herfor løber den ud i Halkær Bredning og videre ud i Limfjorden.
Halkær Ådal er dannet som en tunneldal under istiden og fremstår i dag som en bred ådal med vidtstrakte eng-, mose- og kærarealer omkring den regulerede å. Her findes også områdets største ferskvandssø, den genetablerede Halkær Sø. I ådalen findes også landets største forekomst af den sjældne naturtype indlandssalteng. I en vestlig sideslugt til ådalen ligger den restaurerede kildemølle Kelddal Mølle. 
Omkring 1905 blev Halkær-Ejdrup pumpelag oprettet for at skabe mere landbrugsland. Man gravede kanaler og grøfter med håndkraft. Afvandingen skete dengang dels med et 7 m stort vandhjul med kopper på, dels med en vandsnegl; de blev  begge trukket af vindmotorer. I 1930-erne kunne man med elektricitet erstatte dem med centrifugalpumper. En ny pumpestation blev anlagt på den lille ø, som nu er udsigtspunkt. Pumpelaget blev nedlagt i 2005 og de pumpede arealer er blevet til vådområdet Halkær sø. 
Området er habitatområde under Natura 2000-område  15 Nibe Bredning, Halkær Ådal og Sønderup Ådal . Den sydlige del af åen løber i Vesthimmerlands Kommune, og den nordlige del i Aalborg Kommune.

## Eksterne kilder og henvisninger
1. ↑  Afvandingen på naturturist.dk
2. ↑  Om naturplanen Arkiveret 23. januar 2012 hos  Wayback Machine på naturstyrelsens portal, med henvisninger til kort og dokumenter.

56°53′38.28″N 9°33′44.82″Ø / 56.8939667°N 9.5624500°Ø